# Place du Pérou
Place du Pérou är en öppen plats i Quartier de l'Europe i Paris åttonde arrondissement. Den är uppkallad efter staten Peru i Sydamerika. Vid Place du Pérou sammanstrålar Boulevard Haussmann och Avenue de Messine.

## Omgivningar
- Saint-Philippe-du-Roule
- Saint-Augustin
- Musée Jacquemart-André
- Square Marcel-Pagnol

## Bilder
| - Gatuskylt. - Musée Jacquemart-André. - Square Marcel-Pagnol. |

## Kommunikationer
- Tunnelbana – linjerna   – Miromesnil
- Busshållplats Haussmann – Miromesnil – Paris bussnät, linjerna 43 84

### Webbkällor
- ”Place du Pérou”. Mairie de Paris. https://web.archive.org/web/20160303204642/http://www.v2asp.paris.fr/commun/v2asp/v2/nomenclature_voies/Voieactu/7229.nom.htm. Läst 5 september 2022.
- ”Place du Pérou (8ème arrondissement)”. Les rues de Paris. https://web.archive.org/web/20171024080431/http://www.parisrues.com/rues08/paris-08-place-du-perou.html. Läst 5 september 2022.